# Linaw-Qauqaul
Linaw-Qauqaul was een van de twee dialecten van de uitgestorven Noordelijke taal het Basay. Het Linaw-Qauqaul werd net als andere Noordelijke talen gesproken op Taiwan.

## Classificatie
- Austronesische talen
  - Oost-Formosaanse talen
    - Noordelijke talen
      - Basay
        - Linaw-Qauqaul

Linaw-Qauqaul · Trobiawaans